# Jan Prokop (oficer)

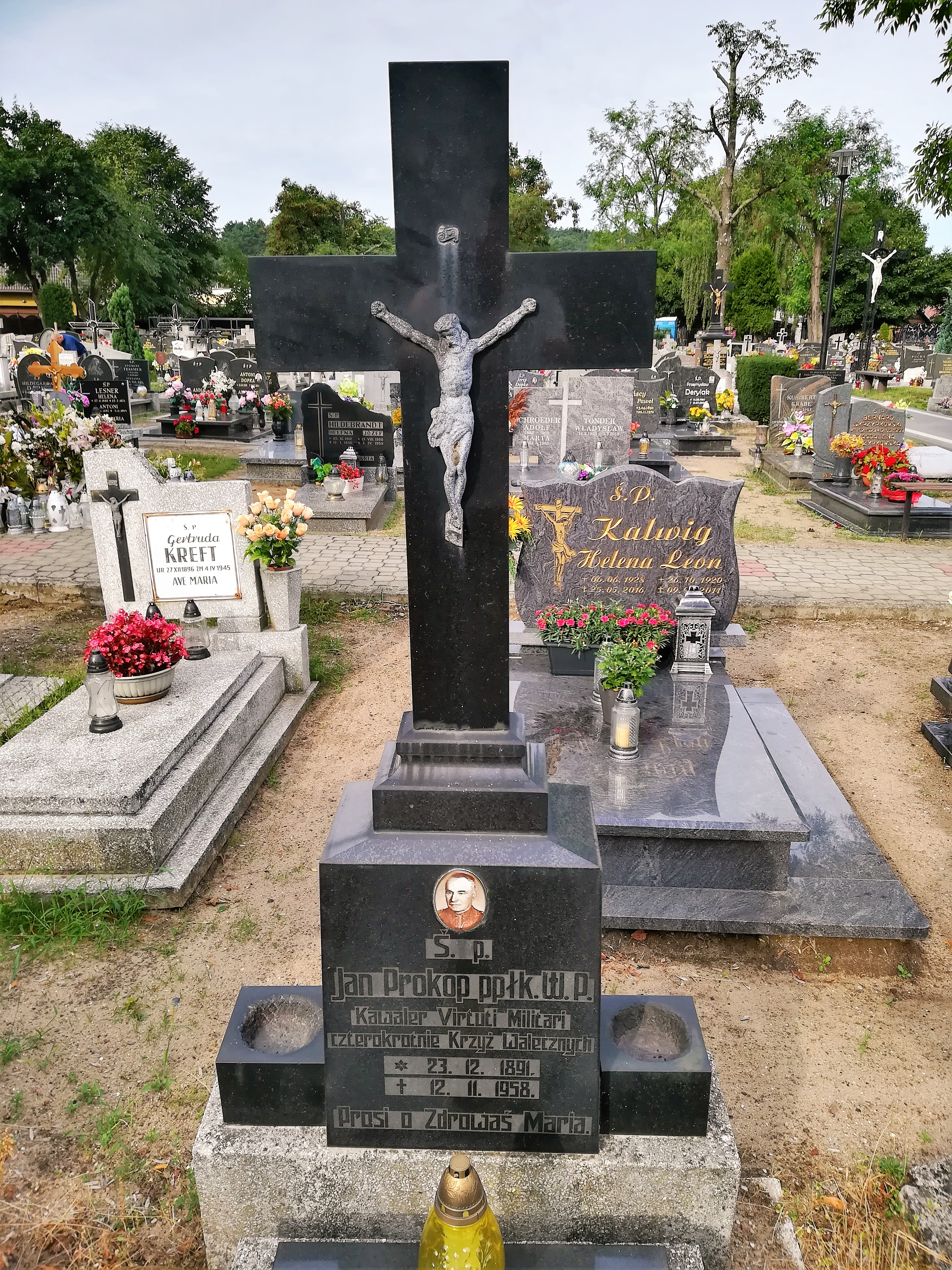
Grób

Jan Prokop (ur. 23 grudnia 1890 w maj. Pozelwa, zm. 12 listopada 1958) – podpułkownik piechoty Wojska Polskiego, kawaler Orderu Virtuti Militari.

## Życiorys
Urodził się 23 grudnia 1890 w majątku Pozelwa, w ówczesnym powiecie trockim guberni wileńskiej, w rodzinie Ignacego i Rozalii z Ulewiczów.
5 kwietnia 1919 został przyjęty do Wojska Polskiego z byłych Korpusów Wschodnich i byłej armii rosyjskiej, z zatwierdzeniem posiadanego stopnia porucznika. Brał udział w wojnie polsko-bolszewickiej w szeregach Kowieńskiego Pułku Strzelców, za co otrzymał Order Virtuti Militari. 19 sierpnia 1920 został zatwierdzony z dniem 1 kwietnia 1920 w stopniu kapitana, w piechocie, „w grupie oficerów byłych Korpusów Wschodnich i byłej armii rosyjskiej”. 1 czerwca 1921 pełnił służbę w Kowieńskim Pułku Strzelców.
3 maja 1922 został zweryfikowany w stopniu majora ze starszeństwem z dniem 1 czerwca 1919 i 338. lokatą w korpusie oficerów piechoty. 22 lipca 1922 został zatwierdzony na stanowisku pełniącego obowiązki dowódcy batalionu sztabowego 80 pułku piechoty w Słonimiu. W lipcu 1924 został przeniesiony do 75 pułku piechoty w Królewskiej Hucie na stanowisko dowódcy II batalionu.
Z dniem 3 października 1924 został przeniesiony do Korpusu Ochrony Pogranicza na stanowisko dowódcy 9 batalionu granicznego w Klecku. W marcu 1926 został przeniesiony z KOP do 78 pułku piechoty na stanowisko dowódcy III batalionu.
23 stycznia 1928 został mianowany podpułkownikiem ze starszeństwem z 1 stycznia 1928 i 9. lokatą w korpusie oficerów piechoty. W kwietniu tego roku został przeniesiony do 54 pułku piechoty w Tarnopolu na stanowisko dowódcy III batalionu. W marcu 1929 został przeniesiony do kadry oficerów piechoty z równoczesnym przeniesieniem służbowym na stanowisko oficera placu w Tarnopolu. W sierpniu tego roku otrzymał przeniesienie służbowe do Komendy Placu Toruń na stanowisko komendanta. W listopadzie 1930 został przeniesiony do Powiatowej Komendy Uzupełnień Kościerzyna na stanowisko komendanta. 30 marca 1934 został zwolniony z zajmowanego stanowiska z pozostawieniem bez przynależności służbowej i równoczesnym oddaniem do dyspozycji dowódcy Okręgu Korpusu Nr VIII. Z dniem 31 lipca 1934 został przeniesiony w stan spoczynku. Od 1935 mieszkał w Stefanpolu, gdzie posiadał działkę o powierzchni 22,5 ha, którą otrzymał w ramach osadnictwa wojskowego.
20 września 1939 we Włodzimierzu Wołyńskim został aresztowany przez Sowietów. W 1940 przebywał w Obozie NKWD w Juchnowie. 18 czerwca tego roku został przeniesiony do Obozu NKWD w Griazowcu. 3 września 1941 został zwolniony z obozu i skierowany do Tockoje.
Zmarł 12 listopada 1958 i został pochowany na cmentarzu w Redzie.

## Ordery i odznaczenia
- Krzyż Srebrny Orderu Virtuti Militari nr 4062
- Krzyż Walecznych czterokrotnie[1][25]
- Krzyż Zasługi Wojsk Litwy Środkowej – 3 marca 1926[26]
- Medal Pamiątkowy za Wojnę 1918–1921[1]
- Medal Dziesięciolecia Odzyskanej Niepodległości[1]